# Shareware
Shareware là một loại phần mềm độc quyền được chủ sở hữu chia sẻ ban đầu cho việc sử dụng thử với ít hoặc không tốn chi phí. Thường thì phần mềm này có chức năng hạn chế hoặc tài liệu hướng dẫn không hoàn chỉnh cho đến khi người dùng gửi tiền cho nhà phát triển phần mềm. Shareware thường được cung cấp dưới dạng tải về từ một trang web hoặc trên đĩa CD gắn kèm với một tạp chí. Shareware khác với freeware, phần mềm có đầy đủ tính năng được phân phối miễn phí cho người dùng nhưng không có mã nguồn được cung cấp; phần mềm tự do và phần mềm nguồn mở, trong đó mã nguồn được cung cấp miễn phí cho bất kỳ ai muốn kiểm tra và chỉnh sửa.
Có nhiều loại shareware và dù không đòi hỏi thanh toán ban đầu, nhiều shareware được định hướng để tạo ra doanh thu theo một cách nào đó. Một số chỉ giới hạn sử dụng cho mục đích không thương mại cá nhân và yêu cầu phải mua giấy phép để có thể sử dụng trong doanh nghiệp. Phần mềm có thể bị giới hạn theo thời gian, hoặc có thể nhắc người dùng rằng họ nên gửi thanh toán để ủng hộ dự án.

## Phần mềm nguồn mở/tự do
Phần mềm nguồn mở/tự do và phần mềm chia sẻ đều giống nhau ở chỗ chúng có thể nhận được và sử dụng mà không mất một khoản phí nào cả. Thường thì phần mềm chia sẻ khác với phần mềm nguồn mở/tự do ở chỗ chúng đã được tự nguyện trả phí yêu cầu và mã nguồn của chương trình chia sẻ nói chung không có sẵn trong mẫu để có thể cho phép người khác thừa kế lại chương trình. Thỉnh thoảng việc trả phí và nhận được mật khẩu truy cập để mở rộng tính năng, tài liệu, hoặc sự hỗ trợ. Trong vài trường hợp việc không trả phí sử dụng phần mềm sẽ bị giới hạn thời gian hoặc tính năng, trường hợp đó tiếng lóng gọi là phần mềm què quặt. Cũng vài dạng phần mềm không yêu cầu trả phí, chỉ để 1 địa chỉ email, để người cung cấp có thể dùng chúng vào mục đích của họ

## Phần mềm dùng thử
Có 1 sự khác nhau về kỹ thuật giữa phần mềm chia sẻ và phần mềm dùng thử. Đến tận đầu những năm 1990, phần mềm chia sẻ có thể dễ dàng nâng cấp lên bản chính thức bằng cách thêm vào những phần khác hoặc đoạn đầy đủ của chương trình; điều này cho phép không làm ảnh hưởng tới phần mềm hiện hành. Bản dùng thử thì khác ở chỗ chúng cũng là chương trình đó nhưng được nâng cấp lên bản đầy đủ. Một ví dụ cụ thể cho điều này là phần mềm chia sẻ Descent ngược với phần mềm dùng thử Descent II. Người dùng có thể giữ lại trò chơi đã lưu trước đây nhưng không được cho sau đó.

## Lợi ích
Với phần mềm chia sẻ, 1 nhà phát triển có thể phân phối đơn giản, bỏ qua chi phí hoa hồng của người bán lẻ trung gian và bán trực tiếp tới người dùng cuối. Kết quả cuối cùng là giảm bớt giá cả cho người dùng cuối so với qua kênh bán lẻ. Các phần mềm chia sẻ được khuyến khích sao chép lại và phân phối bản không cần đăng ký tới bạn bè, đồng nghiệp và người thân. Hy vọng điều này họ sẽ tìm thấy chương trình hữu ích hoặc vừa ý và sẽ trả tiền để đăng ký để có thể truy cập tất cả các tính năng.

## Cộng đồng người dùng phần mềm chia sẻ
Những người phát triển phần mềm chia sẻ thường là người lập trình máy tính thông thường, đủ sức để đi đầu và nắm lấy nguy cơ, kể cả nhà doanh nghiệp. Bởi vậy cộng đồng các tác giả phần mềm chia sẻ trực tuyến, như nhóm alt.comp.shareware.author, là nơi cho những người tìm kiếm phần mềm gửi những ý tưởng phần mềm mới cho sự thi hành tiềm năng.

## Động lực phát triển
Đầu những năm 1990, sự phân phối phần mềm chia sẻ là 1 phương thức phổ biến của việc xuất bản trò chơi cho các nhà phát triển nhỏ hơn, kể cả những công ty thiếu kinh nghiệm như Apogee Software, bây giờ là Epic Games, và id Software. Nó đưa cho khách hàng cơ hội để thử một phần của trò chơi, thường thì bị hạn chế đối vớí đoạn đầu tiên hoặc đoạn đầy đủ của trò chơi, trước khi mua bản đầy đủ (khám phá). Những đoạn của trò chơi trên đĩa mềm đơn 5 dài 1/4 inch và sau đó là 3.5 inch đã phổ biến trong việc lưu trữ. Tuy nhiên, những hệ thống bảng tin (BBS) và sự mô tả máy tính như phần mềm tạo BBS là những nhà phân phối chính của phần mềm giá rẻ. Phần mềm tự do từ BBS là động lực cho khách hàng mua một máy tính trang bị 1 mô đem để nhận những phần mềm không tính phí. Theo sự giải thích máy tính, hiện có ngày nay, phần mềm chia sẻ thực chất miễn phí, việc trả phí chỉ là để cho vỏ đĩa và công đóng gói.
Một số nhà phân phối phần mềm khác, thêm hậu tố "ware" vào có hướng dẫn kèm theo. Họ không yêu cầu người sử dụng phải có hình thức thanh toán đặc biệt nào cho tác giả. Dĩ nhiên thỉnh thoảng họ cũng yêu cầu người dùng gửi cho tác giả một cái bưu thiếp hoặc chuyển tặng cho một hội từ thiện đặc biệt.